# Берхтольд Шад фон Міттельбіберах
Берхтольд (Бертольд) Шад фон Міттельбіберах (нім. Berchtold (Berthold) Schad von Mittelbiberach; 1 вересня 1916, Бенсгайм — 26 грудня 1944, Балтійське море) — німецький офіцер-підводник, оберлейтенант-цур-зее резерву крігсмаріне.

## Біографія
3 квітня 1936 року вступив на флот. З грудня 1939 року служив в приймальному пункті ВМС в Гамбурзі, з березня 1940 року — в 12-му дивізіоні корабельного сполучення. З червня 1940 року — бухгалтер Відділу морського сполучення. З квітня 1941 року — ад'ютант, потім командир 44-ї флотилії мінних тральщиків. У вересні 1943 року перейшов в підводний флот, пройшов тривалу підготовку. З 1 листопада 1944 року — командир підводного човна U-2342. 26 грудня U-2342 підірвався на міні, скинутій в Балтійське море британською авіацією, і затонув. 7 членів екіпажу (включаючи Шада), загинули.

## Звання
- Кандидат в офіцери (3 квітня 1936)
- Морський кадет (10 вересня 1936)
- Фенріх-цур-зее (1 травня 1937)
- Оберфенріх-цур-зее (1 липня 1938)
- Оберлейтенант-цур-зее резерву (1 вересня 1943)

## Нагороди
- Залізний хрест 2-го класу (10 грудня 1941)
- Нагрудний знак мінних тральщиків (20 грудня 1941)
- Нагрудний знак «За поранення» в чорному (1943)